# Feliks Andrzejewski
Feliks Andrzejewski (ur. 22 maja 1889 w Łowiczu, zm. 31 marca 1946 w Łodzi) – polski polityk, samorządowiec, poseł na Sejm III kadencji, członek AK i WIN, rzemieślnik.

## Życiorys

### Dzieciństwo i młodość
Urodził się w rodzinie rzemieślnika Bazylego i Antoniny z domu Wasilewskiej. Ojciec był powstańcem styczniowym, który po powrocie z zesłania na Syberię, prowadził w Łowiczu zakład zduński. Feliks Andrzejewski uczęszczał do szkoły realnej w Łowiczu skąd został usunięty za udział w strajku, ukończył także kursy techniczne w Warszawie. W 1905 wstąpił do OB PPS, pełnił funkcję instruktora i organizatora piątek bojowych Organizacji we Włocławku, Dąbrowie Górniczej oraz Łodzi. W 1907 wyjechał do Odessy a w 1908 uciekł przed aresztowaniem do Galicji, gdzie podjął działalność w PPSD. W latach 1911–1918 służył w armii Austro-Węgier.

### II Rzeczpospolita
W 1918 umarł jego ojciec, a on przejął po nim zakład zduński. Był także właścicielem wytwórni kafli w Łowiczu. Udzielał się także w samorządzie terytorialnym – przez wiele lat był radnym miejskim Łowicza, a przez 3 lata wchodził w skład ówczesnego organu wykonawczego miasta (ławnik magistratu). Józef Andrzejewski był także aktywny na polu działalności społecznej – prezesował Towarzystwu Rzemieślniczemu i Związkowi Rezerwistów, był także radnym warszawskiej Izby Rzemieślniczej i członkiem Sejmiku Powiatowego. Po zamachu majowym rozpoczął współpracę z obozem rządzącym. Od 1928 pełnił funkcję przewodniczącego Komitetu Miejskiego BBWR w Łowiczu. Startował w wyborach do Sejmu III kadencji jako zastępca posła z listy nr 1 (BBWR) w okręgu wyborczym nr 11 (Łowicz). Do Sejmu wszedł pod koniec trzeciej kadencji na miejsce Karola Polakiewicza, który zrzekł się mandatu. Ślubowanie złożył 28 marca 1935, po zakończeniu kadencji brał udział w kolejnych wyborach (w okręgu nr 13 z siedzibą w Łowiczu), jednak posłem już nie został. 

### Działalność konspiracyjna po wrześniu 1939
W okresie II wojny światowej już od samego początku czynnie włączył się w działalność konspiracyjną. W październiku 1939 współorganizował Tajną Organizację Wojskową w Łowiczu, która to organizacja od 1943 podporządkowała się AK. W Armii Krajowej był dowódcą patrolu Kedywu, pomagał także sowieckim jeńcom wojennym. Działalność konspiracyjna zwróciła na niego uwagę Gestapo, uciekł podczas próby aresztowania w październiku 1944 i do 17 stycznia 1945 ukrywał się w okolicach Głowna. Po zakończeniu okupacji niemieckiej nie zaprzestał działalności w podziemiu, był członkiem WiN (prawdopodobnie jej komendantem w powiecie łowickim). 23 stycznia 1946 został aresztowany przez UB i przewieziony do więzienia w Łodzi.
Zmarł w więzieniu, w niewyjaśnionych okolicznościach, najprawdopodobniej zamordowany. Akt zgonu podaje, że przyczyną śmierci był rak płuc, natomiast żona znalazła jego zmasakrowane ciało w prosektorium Akademii Medycznej w Łodzi. Feliks Andrzejewski został pochowany na cmentarzu kolegiackim w Łowiczu.

## Rodzina
Feliks Andrzejewski miał brata Zygmunta Antoniego (1880–1948) malarza i był żonaty, od 1920, z Kazimierą z domu Rębowska – uczestniczką strajku szkolnego w Łowiczu. Mieli trzy córki: ekonomistkę Zofię Burakowską (ur. 1920), lekarkę Barbarę Biedrzycką (ur. 1922) oraz farmaceutkę Irenę Szcześniewską (ur. 1926).

## Ordery i odznaczenia
- Krzyż Niepodległości (27 czerwca 1938)[3]
- Krzyż Walecznych (3 maja 1943)
- Złoty Krzyż Zasługi
- Srebrny Krzyż Zasługi (9 listopada 1931)[4]